# Xanthos (König von Theben)
Xanthos (altgriechisch Ξάνθος Xánthos, deutsch ‚goldgelb, blond‘), der Sohn des Ptolemaios, war in der griechischen Mythologie der letzte König von Theben.
Nach Pausanias wurde er im Zweikampf von Andropompos, nach Strabon von Melanthos, dem Sohn des Andropompos, getötet. Nach Xanthos’ Tod beendeten die Thebaner die Herrschaft eines Einzelnen.